# الدين في قرغيزستان

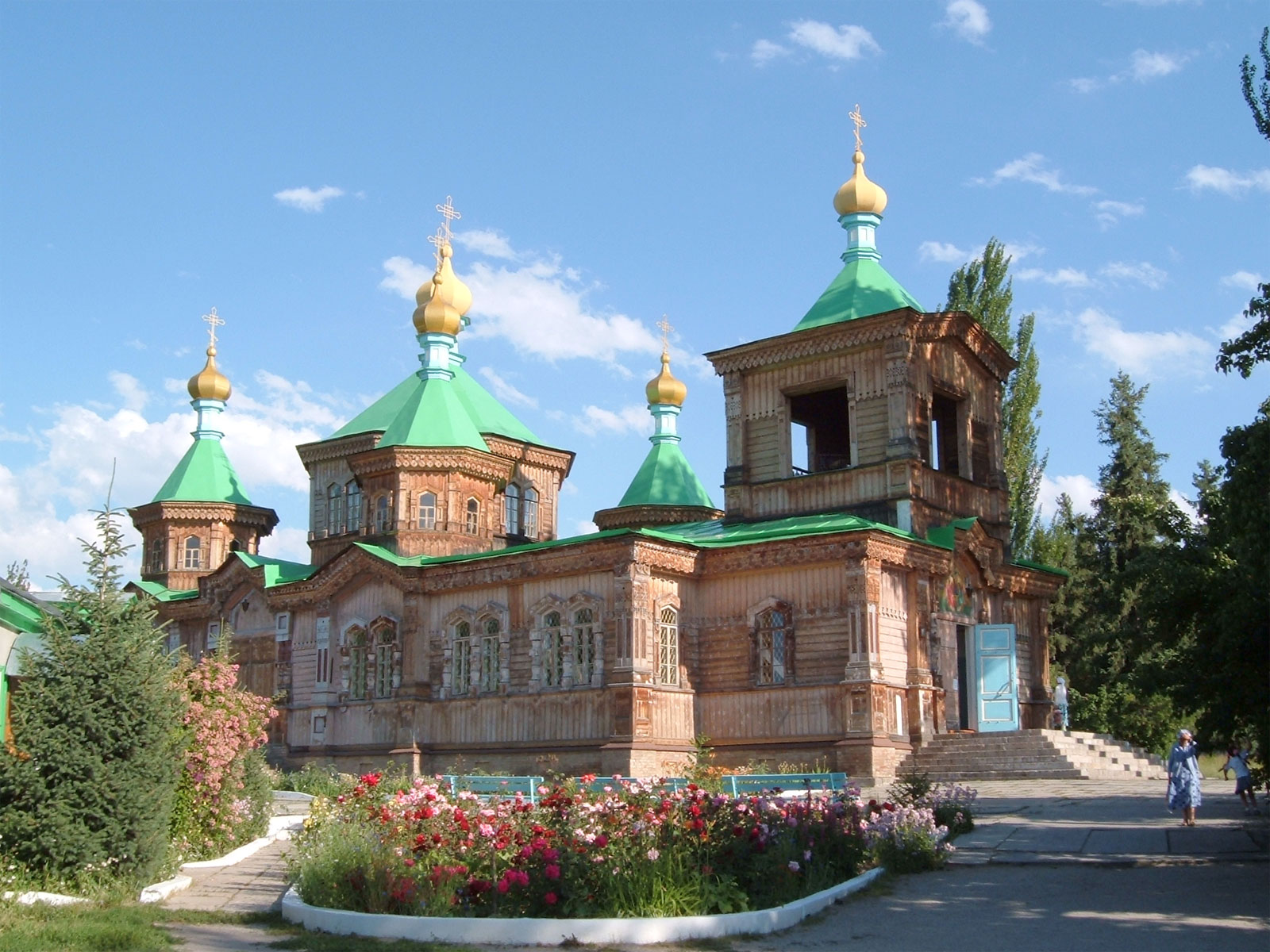
كنيسة اورثادوكس الروسية في قرغيزستان

الإسلام هو الدين الرئيسي في قرغيزستان، ويضمن الدستور حرية التدين. قرغيزستان بلد متعدد الثقافات والأديان، ففيه حضور للإسلام (سنة وشيعة) والبوذية والبهائية والمسيحية (الكنيسة الروسية الأرثوذكسية والكنيسة الكاثوليكية الرومية وكنيسة السبتيين) واليهودية وأديان أخرى. يشكل المسلمون المجموعة الدينية الأكبر في قرغيزستان إذ تبلغ نسبتهم 90% من السكان حسب بيانات 2017.

## التركيبة السكانية الدينية
الإسلام أوسَع الأديان اعتناقًا. يقدّر كتاب حقائق العالم الصادر عن المخابرات الأمريكية المركزية نسبة المسلمين بـ90%، ومعظمهم من السنة. في البلد أيضًا بعض الشيعة (تقريبًا ألف شيعي). حسب الهيئة الحكومية للشؤون الدينية، فقد كان 1,650 مسجدًا في البلد في مايو 2007، منها 1,623 مسجدًا مسجّلًا. وفيه أيضًا سبعة معاهد للتعليم الإسلامي العالي.
يقدر كتاب الحقائق أن 7% من السكان مسيحيون، منهم 3% روس أرثوذكس. في قرغيزستان 44 كنيسة روسية أرثوذكسية، ودير روسي أرثوذكسي للرجال، ومدرسة أبرشية.
أما المجموعات الدينية الأخرى فتشكل نسبًا صغيرة جدًّا من مجمل السكان. يتبع لطائفة السبتيين 30 كنيسة في أرجاء قرغيزستان. يجري الروم الكاثوليك قداساتهم في ثلاث كنائس، في جلال آباد وطلاس وبيشكيك. وللمجتمع اليهودي الصغير معبد واحد في بيشكيك، ينظم دراسات ثقافية داخلية وخدمات إنسانية، كالدعم الغذائي للمسنين وأصحاب الإعاقات بغض النظر عن دينهم. للمجتمع البوذي الصغير أيضًا معبد بوذي واحد. وللدين البهائي 12 دار عبادة مسجلًّا. بالإضافة إلى 240 دار عبادة مسجلا للبروتستانت. كنيسة يسوع المسيح هي أكبر كنيسة بروتستانتية في قرغيزستان فلها تقريبًأ 11 كنيسة تابعة، و11 ألف غضو، منهم 40 قرغيزيون أصليون. من التجمعات البروتستانتية الأخرى: المعمدانيون والخمسينيون واللوثريون والبروتستانتيون اللامذهبيون والمشيخيون والمسيحيون الروحيون (الكاريزماتيون). وفي قرغيزستان أيضًا ممارسات دينية توفيقيّة. لا يوجد تقدير رسمي لعدد الملحدين.
يعتنق الإسلام طيف واسع من سكان البلد في المناطق الحضرية والريفية. تتركز الأرثوذكسية الروسية في المدن التي يكثر فيها السكان الروس. والمجموعات الدينية الأخرى أيضًا تمارس أديانها في المدن التي تتجمع فيها مجتمعاتها الصغيرة. بين العرق والدين ارتباط في قرغيزستان: فالمسلمون قرغيز (73.5% من السكان) وأوزبكيون (14.7%) ودونغان (مسلمون صينيو الأصل) (1.1%) وأويغور (مسلمون تركيو الأصل) وغيرهم في الـ5.2% الباقية. الروس الأصليون ينتمون عادة إما إلى الكنيسة الروسية الأرثوذكسية أو إلى واحدة من الطوائف البروتستانتية. ولكن، لاحظ بعض الكهنة المسيحيين أن عدد القرغيز الأصليين الذين تنصّروا ازداد ازديادًا كبيرًا في السنة التي غطاها التقرير. الممارسات الدينية في جنوب البلد تقليدية أكثر ومتدينة أكثر من الجزء الشمالي. قدر بعض الباحثين عدد المسلمين القرغيز الذين انتقلوا إلى المسيحية بين 25 ألفًا و50 ألفًا.
تعمل المجموعات التبشيرية بحرية في البلد. سجّلت الهيئة الحكومية للشؤون الدينية مبشرين من كل أنحاء العالم يمثلون 20 مجموعة وطائفة دينية. حسب بيانات الهيئة المذكورة، فقد سُجّل منذ 1996 1,113 مبشرًا، منهم 263 مسلمون، والبقية تمثل مجموعات دينية أخرى، معظمها مسيحية. في الفترة التي غطاها التقرير، كان في البلد 111 مبشّرًا مسجّلًا، منهم 80 مسيحيون و31 مسلمون. قد يتعرض المبشرون الذين ينشرون عقائد لا توافق العادات التقليدية للمسلمين المحليين إلى الطرد. تقول الهيئة الحكومية للشؤون الدينية، إن المبشرين العشرين الذين طُردوا منذ 1991، كلهم يمثلون «طوائف شمولية»، وهي مجموعات ترى الهيئة أنها مخالفة للمبادئ المعيارية لأديان العالم التقليدية.
حسب إحصاء حديث أجراه مركز استطلاعات قيم العالم، في 2019، كان 85.7% من السكان مسلمين، و7.1% مسيحيّين، و0.3% يؤمنون بأديان أخرى، و6% لا انتساب ديني لهم، و1.1% رفضوا الإجابة أو لم يعرفوا.

## حالة الحرية الدينية

### الإطار القانوني والسياسي
يضمن الدستور والقانون الحرية الدينية، ولكن الحكومة حدّت نشاطات المجموعات الإسلامية المتطرفة التي اعتبرتها خطرًا على أمنها. يدعم الدستور فصل الدين والدولة. يعرّف الدستور الجديد الذي اعتُمد في 30 ديسمبر 2006 الدولة بأنها سيادية موحدة ديمقراطية اجتماعية قائمة على حكم القانون، أما الدستور السابق فعرّف الدولة بأنها علمانية. أقرّ مرسوم صدر في 6 مايو 2006 بالإسلام والأرثوذكسية الروسية «مجموعتين دينيتين تقليديتين».
تؤكد المادة الخامسة من «قانون الحرية الدينية والمنظمات الدينية» أن «الدولة لا تتدخل بنشاط المنظمات الدينية التي تلتزم بالقوانين الثابتة، ولا تسمح بتأسيس مزيّات أو قيود لبعض الأديان دون غيرها، ولا تمول نشاط أي منظمة دينية أو نشاط ينشر الإلحاد».
تمنع المادة الثامنة من الدستور تأسيس أحزاب سياسية على أسس دينية وعرقية، وتمنع نشاطات المنظمات الدينية التي تعرّض الدولة أو النظام الدستوري أو الأمن القومي للخطر. تمنح المادة 85 من الدستور المحكمة الدستورية سلطة تحديد دستورية نشاطات المنظمات الدينية.
تقرّ الحكومة بعيدين إسلاميين (كرمان ايت وهو عيد الأضحى وأوروزو ايت وهو عيد الفطر) وبعيد روسي أرثوذكسي (عيد الميلاد الأرثوذكسي) عطلًا رسميّة. يرسل الرئيس والحكومة تهنئات للمسلمين والأرثوذكس في أعيادهم الكبرى، وتطبع وسائل الإعلام هذه التهنئات.
تأسست دار الإفتاء (أو الإدارة الروحانية لمسلمي قرغيزستان) عام 1993 لتكون أعلى إدارة إسلامية في البلد. تشرف الدار على كل الكيانات الإسلامية، ومنها المعاهد والمدارس والمساجد والمنظمات. المفتي هو الرئيس الرسمي لدار الإفتاء وهو منتخَب من مجلس العلماء الذي يتألف من 30 عالمًا وباحثًا إسلاميًّا. شكلت دار الإفتاء هيئة تراجع الأدب التعليمي الإسلامي المطبوع والمنشور في البلاد وتوحّده، وتراجع الكتب المتعلقة بالمواضيع الإسلامية قبل نشرها. من حق دار الإفتاء أن تحظر نشر الكتب التي لا توافق المعايير المؤسسة، وهي مبادرة بدأتها الدار ودعمتها الحكومة.
الهيئة الحكومية للشؤون الدينية مسؤولة أمام القانون عن نشر التسامح الديني وحماية حرية الضمير والإشراف على تطبيق القانون على الدين. يعيّن الرئيس مدير الهيئة، ويعين الوزير الأول النواب. في يونيو 2006 نقلت الهيئة مكاتبها إلى مدينة أوش في الجنوب لتصبح أقرب من الجزء المتدين من البلد.
ألزَم مرسوم رئاسي صدر عام 1997 كل المنظمات الدينية أن تسجل في وزارة العدل بعد قبولها في الهيئة الحكومية للشؤون الدينية. يحق للهيئة أن ترفض أو تؤجل ترخيص مجموعة دينية معينة إذا كانت الأنشطة التي ستقوم بها المجموعة ليست ذات طبيعية دينية في رأي الهيئة. المنظمات الدينية غير المرخصة ممنوعة من بعض الأفعال كاستئجار مساحات لإقامة صلوات دينية، ولكن صلوات كثيرة تحصل من دون تدخل الحكومة.